# Pteroeides morbusus
Pteroeides morbusus är en korallart som beskrevs av Tixier-Durivault 1961. Pteroeides morbusus ingår i släktet Pteroeides och familjen Pennatulidae. Inga underarter finns listade i Catalogue of Life.